# چنار خونبار
چنار خونبار درخت چنار مشهوری در روستای زرآباد الموت قزوین است. اهالی روستای زرآباد اعتقاد دارند که از این درخت هر ساله در زمان اذان صبح روز عاشورا خون، یا مایع سرخی شبیه خون و خونابه تراوش می‌کند.
این چنار در زیارتگاه امامزاده علی اصغر زرآباد قرار دارد. هر سال مردم بسیاری در روز عاشورا از دور و نزدیک به امامزاده علی اصغر می‌روند تا هم عزاداری کنند، هم شاهد تراوش خون از این درخت باشند.

## بررسی
بر اساس یک آزمایش انجام گرفته، ماده مترشحه از چنار ماهیت خونی ندارد، بلکه صمغ ویژه‌ای است که بر خلاف سایر صمغ‌ها پس از جریان یافتن، خشک می‌شود. همچنین رابطه علی-معلولی میان عاشورا و جریان صمغ اثبات نمی‌شود، زیرا جریان صمغ در سایر ایام نیز قابل مشاهده است.

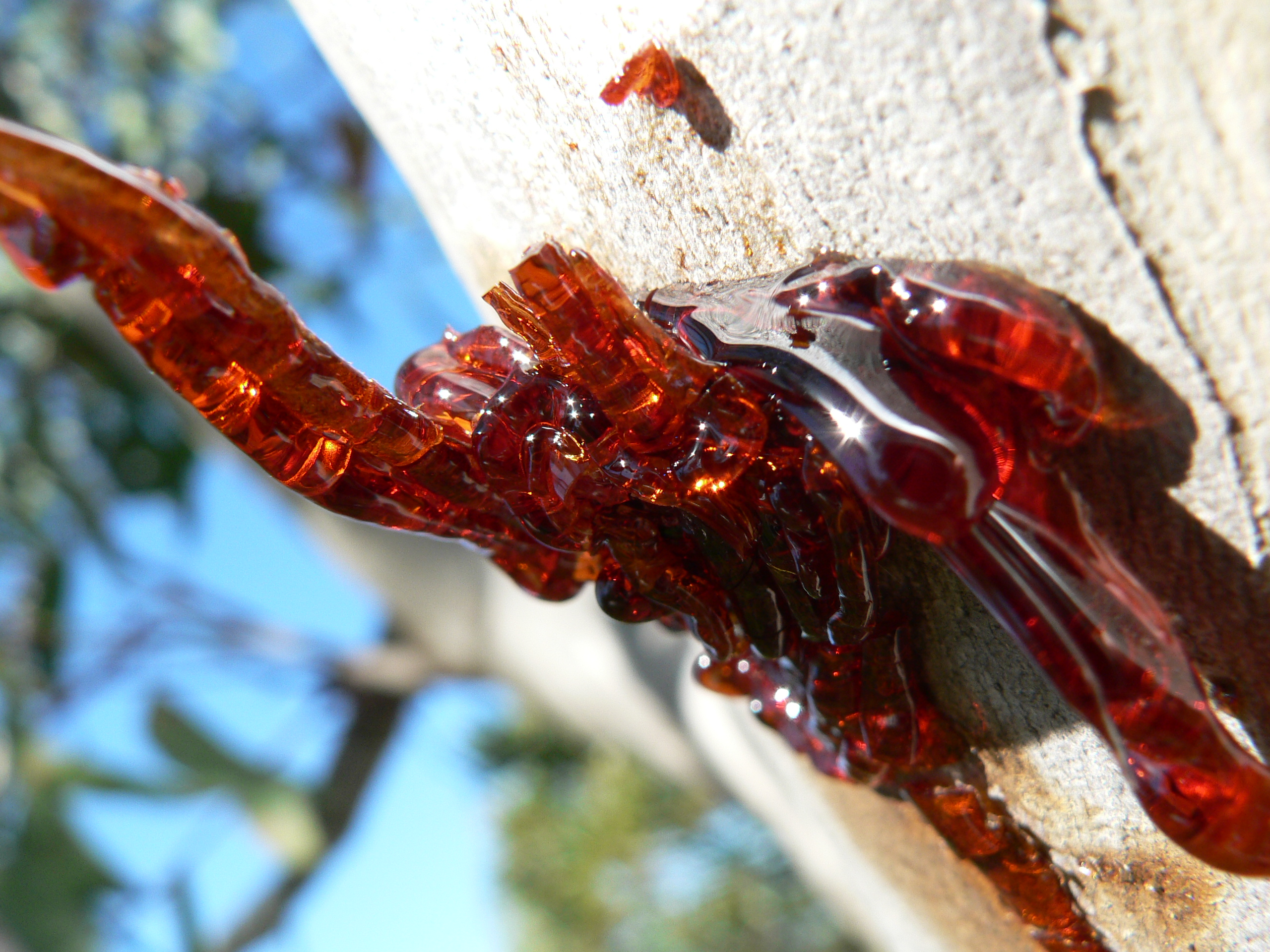
در بعضی منابع نوعی بیماری درختی به نام Bleeding Tree معرفی شده‌است که به نظر می‌رسد با ناهنجاری گیاهی این چنار همسان باشد.

درخت مذکور به صورت پریودیک و منظم، ترشحاتی (صمغ) قرمز رنگ را از خود بیرون می‌دهد که نوعی بیماری گیاهی به‌شمار می‌آید، در صورت ایجاد خراش و وارد کردن ضربه با هر وسیله‌ای به این درخت و تمامی درختانی که از خود صمغ ترشح می‌کنند، ترشحات برای مدتی بیشتر می‌شود. نمونه‌های دیگری از این بیماری درختی مشابه همین درخت، در کشورهای دیگر نیز وجود دارد.